# 西条市立三芳小学校
西条市立三芳小学校（さいじょうしりつ みよししょうがっこう）は、愛媛県西条市にある公立小学校。

## 沿革
- 1971年（昭和46年） - 合併に伴い三芳町立三芳小学校から「東予町立三芳小学校」に改称。
- 2004年（平成16年）11月1日 - 合併に伴い東予市立三芳小学校から「西条市立三芳小学校」に改称[2]。

## 通学区域
- 三芳（大明神川以南を除く）[3]

## 通学区域が隣接する小学校
- 西条市立楠河小学校
- 西条市立庄内小学校
- 西条市立国安小学校

出典：

## 進学先の中学校
- 西条市立河北中学校[3]